# Спайро (Оклахома)
Спайро (англ. Spiro) — місто (англ. town) в США, в окрузі Лефлор штату Оклахома. Населення — 2102 особи (2020).

## Географія
Спайро розташоване за координатами 35°14′26″ пн. ш. 94°37′23″ зх. д. / 35.24056° пн. ш. 94.62306° зх. д. (35.240533, -94.623073).  За даними Бюро перепису населення США в 2010 році місто мало площу 6,34 км², з яких 6,13 км² — суходіл та 0,22 км² — водойми.

## Демографія
Згідно з переписом 2010 року, у місті мешкали 2164 особи в 905 домогосподарствах у складі 546 родин. Густота населення становила 341 особа/км².  Було 1035 помешкань (163/км²).
Расовий склад населення:
| - 79,0 % — білих - 11,0 % — корінних американців - 5,1 % — чорних або афроамериканців - 0,2 % — азіатів |

До двох чи більше рас належало 4,3 %. Частка іспаномовних становила 3,0 % від усіх жителів.
За віковим діапазоном населення розподілялося таким чином: 23,2 % — особи молодші 18 років, 57,0 % — особи у віці 18—64 років, 19,8 % — особи у віці 65 років та старші. Медіана віку мешканця становила 41,5 року. На 100 осіб жіночої статі у місті припадало 89,3 чоловіків;  на 100 жінок у віці від 18 років та старших — 84,4 чоловіків також старших 18 років.
Середній дохід на одне домашнє господарство  становив 46 421 долар США (медіана — 35 536), а середній дохід на одну сім'ю — 57 157 доларів (медіана — 43 563). Медіана доходів становила 32 045 доларів для чоловіків та 25 573 долари для жінок. За межею бідності перебувало 31,3 % осіб, у тому числі 48,5 % дітей у віці до 18 років та 30,2 % осіб у віці 65 років та старших.
Цивільне працевлаштоване населення становило 1048 осіб. Основні галузі зайнятості: освіта, охорона здоров'я та соціальна допомога — 23,2 %, мистецтво, розваги та відпочинок — 16,7 %, роздрібна торгівля — 14,4 %.